# The Spaceship Company

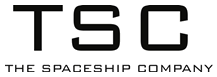

A The Spaceship Company (também conhecida como TSC) é uma companhia fabricante de espaçonaves, sediada em Mojave (Califórnia) fundada por Burt Rutan e Richard Branson em meados de 2005 sendo mais tarde adquirida em conjunto pelo Virgin Group (70%) e Scaled Composites (30%) até 2012 quando a Virgin Galactic se tornou a única dona.
A TSC foi criada para fazer uso da tecnologia criada pela Scaled para o programa Virgin SpaceShip da Virgin Galactic, que incluía o desenvolvimento do programa care-free reentry e do RocketMotorTwo, licenciado da empresa Mojave Air & Space Port de Paul Allen e Burt Rutan. A companhia está fabricando espaçonaves para a Virgin Galactic e pretende vender para outros compradores. O sistema de lançamento suborbital oferecido vai incluir a espaçonave SpaceShipTwo e o avião de transporte White Knight Two.